# Omaliinae
Omaliinae zijn een onderfamilie uit de familie van de kortschildkevers (Staphylinidae). 

## Taxonomie
De volgende taxa zijn bij de onderfamilie ingedeeld:
- Tribus Anthophagini Thomson, 1859
  - Geslacht Anthobiomorphus Shavrin & Smetana, 2020
  - Geslacht Geodromicus Redtenbacher, 1857
  - Geslacht Hygrodromicus Tronquet, 1981[5]
- Tribus Aphaenostemmini Peyerimhoff, 1914
- Tribus Corneolabiini Steel, 1950
- Tribus Coryphiini Jakobson, 1908
  - Ondertribus Boreaphilina Zerche, 1990
  - Ondertribus Coryphiina Jakobson, 1908
- Tribus  Eusphalerini Hatch, 1957
- Tribus Hadrognathini Portevin, 1929
- Tribus Omaliini MacLeay, 1825